# Маргулис, Евгений Шулимович
Евге́ний Шу́лимович Маргу́лис (25 декабря 1955, Москва, СССР) — советский и российский певец, гитарист, бас-гитарист, автор песен, телеведущий; заслуженный артист Российской Федерации (1999).
Наиболее известен как участник групп «Машина времени» (1975—1979, 1990—2012) и «Воскресение» (1979, 1980, 1994—2003). Один из ярчайших представителей блюзового направления в российском роке: исполняет блюзовые композиции на русском языке, сам пишет тексты и музыку.

## Биография и карьера

### Ранние годы
Родился 25 декабря 1955 года в Москве в еврейской семье.
Окончил школу, техникум, музыкальное училище, медицинское училище. Не окончив «3-й мед», забросил учёбу ради карьеры музыканта.
Работал санитаром.

### Музыка

Группа «Аэробус», слева направо: Игорь Шабловский, Сергей Рудницкий, Алик Микоян, Юрий Антонов, Евгений Маргулис, Виктор Варвалюк

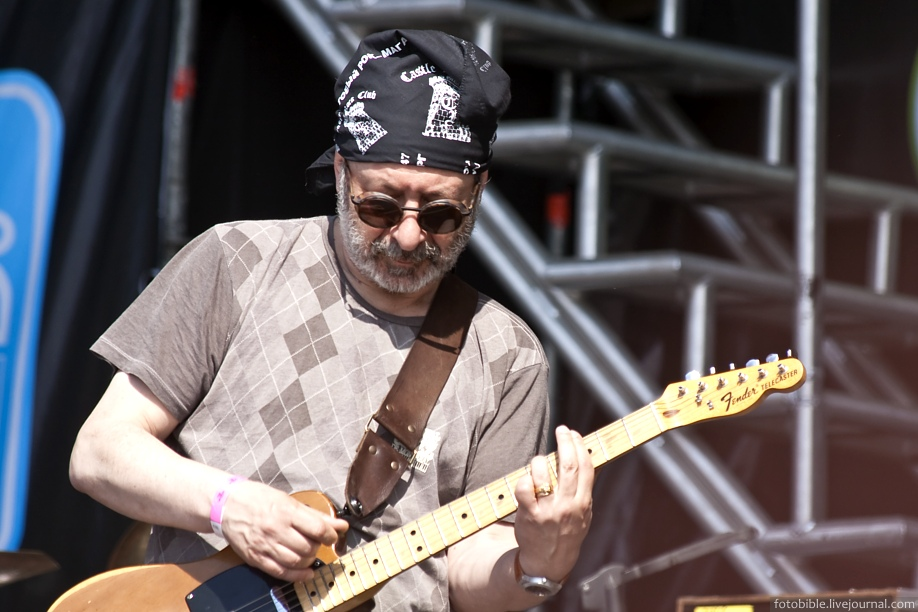
На фестивале
«Рок над Волгой» (2010 год)

Поскольку его родители то сходились, то расходились, он рано начал жить отдельно — у бабушки. Бабушка никогда не выключала радио: она всё время боялась пропустить сигнал тревоги. Поэтому Евгений с детства был окружён комсомольскими и советскими песнями, которые ему не нравились.
В начале 1960-х он впервые услышал Владимира Трошина — его поразил бархатный, низкий голос певца. А в доме своей старшей сестры (она была старше на 10 лет) услышал песню Чабби Чекера «Let’s Twist Again». Именно тогда он впервые понял, что существует не только русский, но и английский язык. Позднее его внимание привлекло творчество Александра Галича. Увлёкся «Битлз», которые произвели на него сильное впечатление.
Попытки родителей отдать его в музыкальную школу на обучение игре на скрипке успехом не увенчались.

Папа и мама Жени хотели, чтобы мальчик научился играть на скрипке. Но Маргулисова бабушка этого не хотела. Потому что она не любила музыку. Особенно в исполнении Маргулиса, который каждый день, приходя из музыкальной школы, с садистским усердием и весьма фальшиво играл бабушке этюды. Но недолго старушка терпела издевательства внука. Через неделю она выбросила Женину скрипку в окно.
— Анна Рождественская. Они идут по жизни, смеясь // Сайт группы «МВ»
Ему хотелось быть пожарным, космонавтом и таксистом, причём одновременно. Играл в полудворовых командах на гитарах за 7,50. В основном они пели блатные песни, мимо которых пройти не могли — очень много было сидевших в то время в Москве. В 15 лет он понял, что в «Битлз» его не возьмут, и все силы направил на медицину. Медицинский институт бросил, потому что хотел стать музыкантом.

Году в 1974-м мой приятель, царство ему небесное, Костя Корнаков работал у Кола Бельды и за 10 рублей сдавал в аренду москонцертовскую аппаратуру разным левым вокально-инструментальным ансамблям. Ему нужен был грузчик. Вот мы и таскали аппаратуру, получали по 5 рублей, что по тем временам было вполне прилично, отбоя от клиентов не было. Так я познакомился с Макаром и с той подпольной музыкой, которая на тот момент царила у нас в Москве. И как-то после концерта мы поехали к Андрюшке Макаревичу домой, выпили изрядно и стали играть на гитарах… Потом от них ушёл Кутиков, и они, зная, что я хорошо играю на гитаре, предложили мне стать компаньоном в их безумном деле — тогда это был самодеятельный коллектив.
Мне — 19, Макару — 21.
— «Клуб имени мене» Евгения Маргулиса // Еврейские тексты и темы (недоступная ссылка) 
— Статьи // Официальный сайт Евгения Маргулиса (недоступная ссылка)
Девятнадцатилетний Евгений Маргулис в 1975 году пришёл в группу «Машина времени». В этот период группа переживала далеко не лучшие времена. Тогда Андрей Макаревич и Сергей Кавагоэ после ухода Алексея Романова и Александра Кутикова искали нового бас-гитариста. Первый концерт в составе группы Маргулис отыграл в МАРХИ в 1975 году.

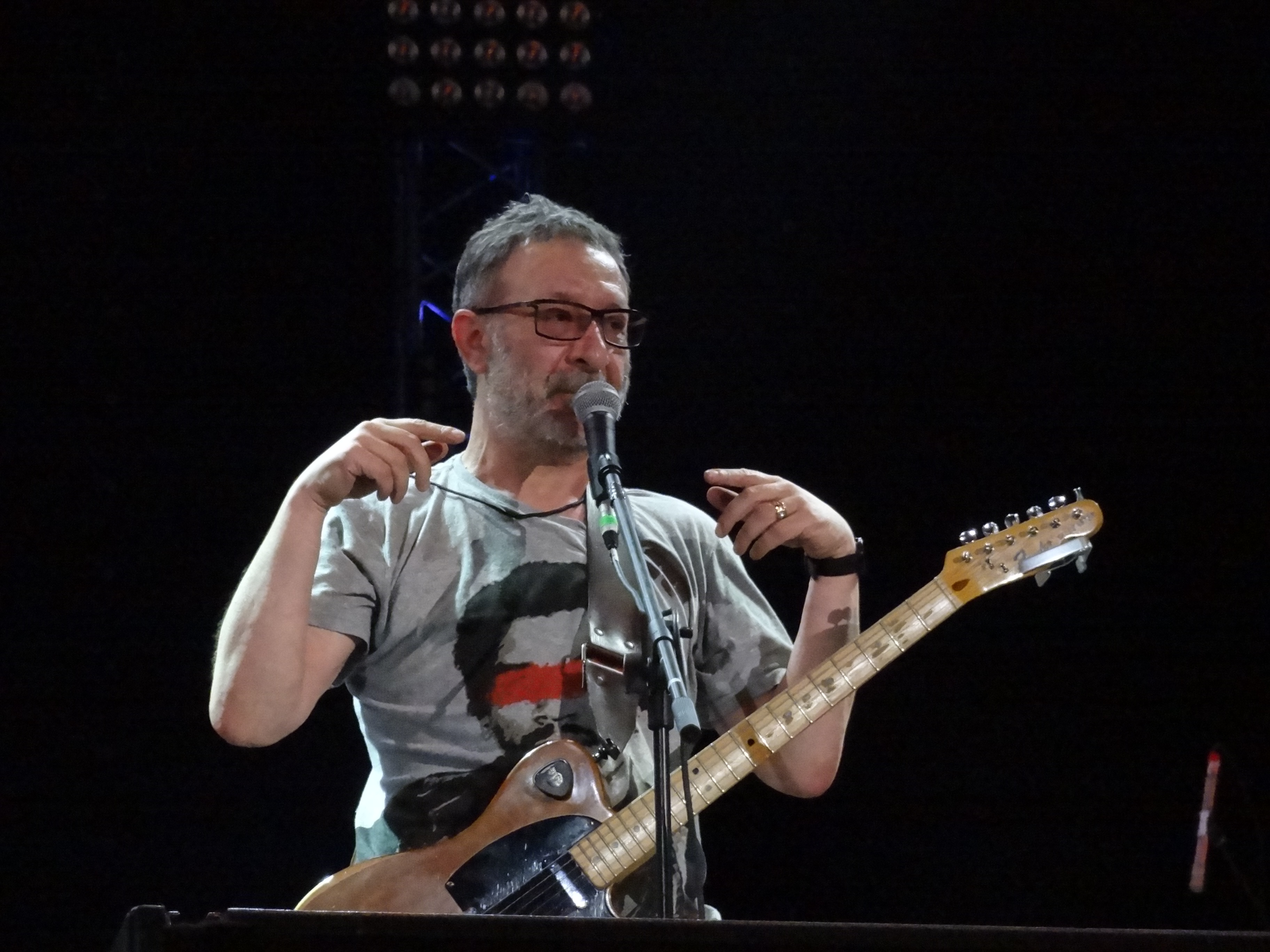
Машина времени. Концерт в рамках X Международного инвестиционного форума в Сочи (2011 год)

- С 1975—1979 год он был в составе «Машины времени».

Я был с «Машиной» в Таллине на двух фестивалях, в 1976-м и в 1977-м. Всё выглядело забавно, клёво, но бесперспективно. Эстонцы, питерцы, мы… Всё равно, это был такой узконаправленный «совок» для своих. А хотелось какого-то международного признания в этом деле. Но фестиваль в Прибалтике мне понравился хотя бы тем, что встретились другие лица. В Москве мы знали всех. Существовал пяток групп — «Високосное лето», «Рубиновая атака», «Удачное приобретение», «Машина», «Цветы» — ну, и таскались мы друг к другу на сейшены. А в Таллине открылся целый спектр разных команд. Все эти наши местечковые вылазки с «Машиной» или «воскресниками» в деревню Фрязино и подобные населённые пункты напрягали. Приезжаешь на очередной такой сейшен — одни и те же рожи сидят, что вчера и позавчера. Ну, добавилось, может, человек пять. Хотелось нового простора. Мы, считай, сами себя тогда сожрали и, видимо, поэтому разбежались. А Макар молодец, что вскоре после этого согласился на переход новой «Машины» в Росконцерт.
— М. Марголис «Затяжной поворот»
- В 1979 году вместе с Сергеем Кавагоэ ушёл от Андрея Макаревича в группу «Воскресение». Сам Маргулис считает, что стал профессиональным музыкантом с 1980 года, когда стал бас-гитаристом «Аракса».

В 1982 году, во время выступления в Ульяновске, его задержали за «пропаганду сионизма»: 
«У меня на шее была звезда Давида (бабушкина), на спине — тоже, на ремне для гитары — надпись „Израиль“ на иврите. Я говорил, что это костюм звездочёта, но мне не поверили. Меня „свинтили“, и около 20 часов я давал показания. Дело, слава богу, не завели. Но появляться на официальной советской сцене после того случая мне было запрещено, по всем филармониям Советского Союза разослали мою фамилию, подчёркнутую красным карандашом, и устроиться музыкантом я не мог. Мне предлагалось мести арену цирка (тоже близко к искусству!) или резать проволоку на заводе железобетонных конструкций. Не подошло. От карьеры хирурга я отказался и бросил медучилище (меня накрыло на практике в роддоме после зверского концерта и нетрезвой ночи). В общем, средств к существованию не хватало, и я уже подумывал об эмиграции. Слава богу, нашу с Россией разлуку предотвратил Юрка Антонов, взяв меня, безымянного и бесфамильного, к себе в группу. Она относилась к Чечено-Ингушской филармонии, а там про Советскую власть знали только понаслышке».
Был участником групп:
- «Машина времени» (1975—1979, 1990—2012),
- «Воскресение» (1979—1980, 1994—2003)[7],
- «Аракс» (1980—1983),
- «Аэробус» (аккомпанирующий состав Юрия Антонова) (1982—1986)[7],
- «Наутилус» (или — «Наутилус-Шанхай», г. Москва, не путать с более известным «Наути́лус Помпи́лиус» из Екатеринбурга) (1982—1984[9], 1985—1988),
- «СВ» (1984—1985).
- Создал группу «Шанхай» (1988—1989), записал два сольных альбома и др.
- С 2001 года начал исполнять песни на собственные стихи.
- В 2004 году занимался текстовой частью русской версии мюзикла «We Will Rock You»[7].
- Записал роль Мастера на-все-руки в радиоспектаклях по сказкам Александра Коротича «Жужа. Путешествие драндулёта» (2011), «Жужа. Свет звезды» (2015), «Жужа. Песни и пляски» (2018).
- В 2007 году дебютировал как кинокомпозитор в криминальной драме режиссёра Александра Аравина «Поцелуи падших ангелов».
- С 2018 года также выступает в проекте Алексея Романова «Группа Выходного Дня».[10]

### Телевидение

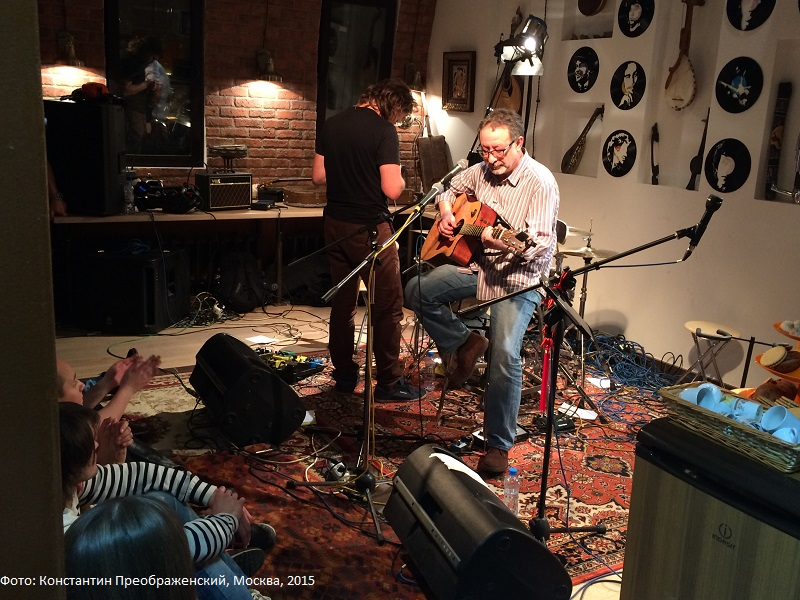
Телепрограмма «Квартирник у Евгения Маргулиса»

В 1993 году вместе с Андреем Макаревичем участвовал в создании программы «Смак» на 1-м канале Останкино. Именно ему принадлежит идея названия программы.
С ноября 2015 по январь 2017 года вёл авторскую телепередачу «Квартирник у Маргулиса» на канале «Че». С 9 сентября 2017 года программа стала выходить на НТВ.

## Личная жизнь
- Жена: Анна Борисовна Маргулис (в девичестве Торбан)[14] — семейный психотерапевт, основатель благотворительного фонда «Дети наши».[15]
  - Сын: Даниил (род. 21 января 1986) учился в Московской школе № 57[16], окончил мехмат МГУ, В 1996 году в возрасте 10 лет получил второй разряд по шахматам. Работал начальником отдела управления текущей ликвидностью в ОАО АКБ «Руссобанк» (лицензия банка отозвана в декабре 2018 года[17]), где занимался финансовой аналитикой[18]. Владеет французским языком.

Даниил Маргулис сыграл в фильме «Дом Солнца» своего отца (роль молодого Евгения Маргулиса), там же снимался и его друг Иван Макаревич. В передаче «Пока все дома» спел песню Джо Дассена.
- Бабушка — Белла Баруховна — ходила в синагогу на улице Архипова[19].
- Отец — Шулим Залманович Маргулис (1918—1990) — инженер,
- Мать — Бронислава Марковна Маргулис (1918—2003) — учительница русского языка и литературы.
- Тётя — заместитель главврача больницы № 67, кафедра Первого Московского медицинского института[4].
- Старшая двоюродная сестра — Зинаида Элевна Маргулис (род. 1945).
- Старший брат — Марк Маргулис (род. 1953)[20].

## Награды и звания
- Орден Почёта (24 июня 1999 года) — за заслуги в развитии музыкального искусства[21].
- Заслуженный артист Российской Федерации (22 ноября 1999 года) — за заслуги в области искусства[22].

## Музыкальная группа (неофициально «Маргулис»)
- Евгений Маргулис — «безголовая» бас-гитара, акустическая и электрогитара, вокал
- Михаил Клягин — полуакустическая гитара, гитара, укулеле
- Евгений Лепендин — ударные инструменты
- Борис Плотников — губная гармоника
- Александр Дитковский — труба, шейкер, бубен, бэк-вокал (также «Квартал», экс[23]-«Машина времени», «Оркестр креольского танго»)

## Дискография
| - 1998 — 7 + 1 - 2001 — Евгений Маргулис - 2002 — Best - 2004 — 45 лет (концертный) - 2007 — Продолжение следует - 2013 — Маргулис - 2018 — Туда-сюда! - 2019 — Бумажные солдаты (Сингл) - 1979 — Кто виноват - 1995 — Мы вас любим - 1996 — Живее всех живых - 2001 — 50 на двоих - 2001 — Всё сначала - 2003 — Не торопясь | - 1989 — Шанхай - 1995 — До свидания, друг! - 1984 — Наутилус (другое название — «Погружение»; магнитоальбом) - 1987 — Наутилус II (другое название — «Всплытие»; магнитоальбом) - 1987 — По дороге дней (Концерт в ДК МАИ 22.06.1987) - 1992 — Иисус Христос — суперзвезда — Ирод - 2009 — Мастер и Маргарита — Дежурный в «Торгсине» - - 2010 — Имена | - 1971—1974 — Записи в Государственном доме радиовещания и звукозаписи - 1975 — Запись «Машины времени» для программы «Музыкальный киоск» - 1978 — Запись в доме культуры Автодормехбазы № 6 - 1978 — Это было так давно - 1979 — Запись в учебной речевой студии ГИТИС - 1991 — Медленная хорошая музыка - 1993 — Внештатный командир Земли - 1994 — Unplugged - 1996 — Картонные крылья любви - 1996 — Неизданное - 1997 — Отрываясь - 1999 — Часы и знаки - 2000 — XXX лет МВ - 2001 — 50 на двоих - 2001 — Место где свет - 2004 — Машинально - 2004 — Неизданное 2 - 2005 — Kremlin Rocks! - 2007 — Time Machine - 2009 — Машины не парковать - 2009 — Машинопись - 2010 — 14810-й день |

## Фильмография
- 1976 — Шесть писем о бите
- 1989 — Рок и фортуна
- 2017 — Короткие волны
- 2024 — Музыка времени

Композитор
- 2007 — Поцелуи падших ангелов
- 2010 — Стерва для чемпиона

## Видеоклипы
- 1987 — Замыкая круг
- 1990 — Стильный оранжевый галстук
- 2007 — Замыкая круг 20 лет спустя
- 2016 — Жить
- 2019 — Чувства
- 2020 — Хемингуэй
- 2020 — Мы встретимся снова
- 2022 — Я остаюсь

## Радиоспектакли
- 2011 «Жужа. Путешествие драндулёта». (авторы Коротич Александр — Милоянин Тимур) — роль Мастера-на-все-руки (музыкальный спектакль издан на CD)
- 2015 «Жужа. Свет звезды». (авторы Коротич Александр — Милоянин Тимур) — роль Мастера-на-все-руки (музыкальный спектакль издан на CD)
- 2018 «Жужа. Песни и пляски». (авторы Коротич Александр — Милоянин Тимур) — Песни «Алмаз» и «Бродяга» (в составе сборника песни изданы на CD и виниловой грампластинке)

### Интервью
- Екатерина Водопьянова. Блюзовый всезнайка Евгений Маргулис. MIGnews.com (28 мая 2009). — Интервью. Дата обращения: 31 марта 2020.
- Михаил Марголис. Маргулис, которому все ясно. «Известия» (27 декабря 2010). — Интервью. Дата обращения: 31 марта 2020.